# Great Valley (Nueva York)
Great Valley es un pueblo ubicado en el condado de Cattaraugus en el estado estadounidense de Nueva York. En el año 2000 tenía una población de 2,145 habitantes y una densidad poblacional de 16.5 personas por km².

## Geografía
Great Valley se encuentra ubicado en las coordenadas 42°11′41″N 78°38′53″O / 42.19472, -78.64806.

## Demografía
Según la Oficina del Censo en 2000 los ingresos medios por hogar en la localidad eran de $37,784, y los ingresos medios por familia eran $42,209. Los hombres tenían unos ingresos medios de $31,581 frente a los $21,792 para las mujeres. La renta per cápita para la localidad era de $17,749. Alrededor del 6.7% de la población estaban por debajo del umbral de pobreza.